# Regras de Cahn-Ingold-Prelog

As regras de Cahn-Ingold-Prelog (CIP), usadas em química orgânica, estabelecem a prioridade dos substituintes unidos a um átomo, habitualmente carbono. Este conjunto de regras serve para designar de forma inequívoca a configuração, a disposição espacial, de estereoisômeros, tais como enantiômeros e diastereoisômeros ou no caso dos alquenos na notação Z/E.
Este sistema foi desenvolvido pelos químicos Robert S. Cahn, Christopher Ingold e Vladimir Prelog em um artigo chave onde estabeleceram as normas de CIP e que foi publicado em 1966.

## Regras de prioridade

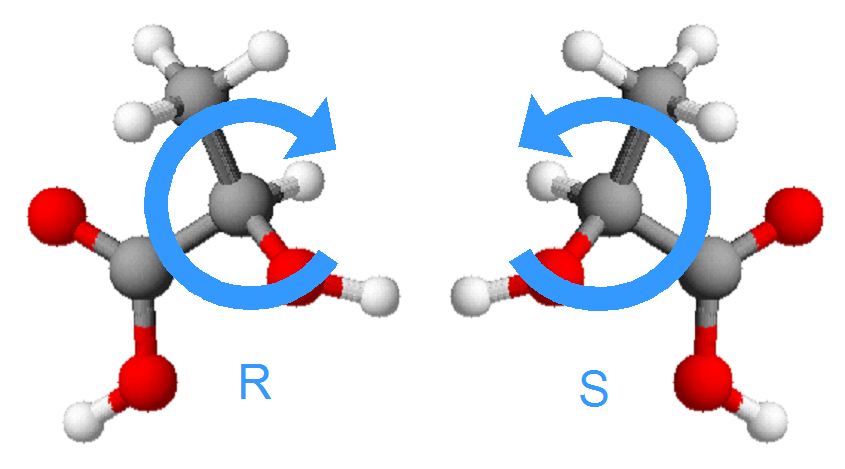
Exemplo de aplicação das regras de Cahn-Ingold-Prelog: Nomenclatura R/S.

As prioridades dos grupos unidos a um átomo se estabelecem seguindo regras de prioridade (ou regras de sequência):
- A prioridade se estabelece segundo o número atômico do átomo substituinte. Um átomo tem prioridade sobre outros de número atômico menor. Assim, o hidrogênio é o que tem uma prioridade mais baixa. Em caso de isótopos, o de maior massa atômica tem prioridade.

- Se entre dois ou mais substituintes existe coincidência no número atômico do átomo unido diretamente à posição cuja configuração se quer estabelecer, se avança ao longo da cadeia de cada substituinte até que se possa atribuir uma ordem de prioridades.

Por exemplo, a prioridade do grupo metilo (-CH3) é menor que a do grupo etilo (-CH2CH3), já que o metilo só tem átomos de hidrogênio unidos ao primeiro carbono enquanto que o etilo tem um átomo de carbono com um número atômico maior e portanto com uma prioridade mais alta.
```
 H        H H       
 |        | |        
-C-
H
  <  -C-
C
-H     
 |        | |       
 H        H H      
```

Sempre se começa comparando os átomos de máxima prioridade unidos ao primeiro átomo, ganhando o que tenha um maior número atômico. Em caso de empate se segue com os seguintes em número atômico. No exemplo, o átomo de oxigênio do hidroximetilo (-CH2OH) se impõe sobre o átomo de carbono do isopropilo (-CH(CH3)2).
```
 H         CH
3
 
 |         |     
-C-
O
H  >  -C-
C
H
3
 
 |         | 
 H         H 
```

O etilo (-CH2CH3) tem menor prioridade que o isopropilo (-CH(CH3)2), já que este último tem um átomo de carbono a mais unido ao primeiro, desfazendo o empate inicial entre átomos de carbono já que o segundo átomo de carbono do isopropilo tem um número atômico mais elevado que o seguinte átomo do etilo que é um hidrogênio. Isto é, o maior número de substituintes de máxima prioridade (com maior número atômico) decide favor do isopropilo. Do mesmo modo, o 2-metilpropilo (-CH2CH(CH3)2) é de maior prioridade que o propilo (-CH2CH2CH3).
```
 H          
C
H
3
          H 
C
H
3
        H H
 |          |            | |          | |
-C-
C
H
3
  <  -C-
C
H
3
       -C-C-
C
H
3
  >  -C-C-
C
H
3
  
 |          |            | |          | |
 H          H            H H          H H
```

A prioridade se estabelece no primeiro ponto de discrepância que se encontra, o mais próximo ao primeiro átomo do substituinte, sendo inconsequente o resto de estrutura. Isto é, no exemplo, o grupo 2-hidroxietilo (-CH2CH2OH), apesar de conter em sua estrutura um átomo de oxigênio com um número atômico mais elevado, é de menor prioridade que o isopropilo (-CH(CH3)2), já que neste ao primeiro carbono há unidos dois átomos de carbono, enquanto que no 2-hidroxietilo só há um.
```
 H            
C
H
3

 |            | 
-C-
C
H
2
OH  <  -C-
C
H
3

 |            |
 H            H
```

No caso de chegar-se a um ponto de ramificação ao longo de uma cadeia se escolhe, se for necessário continuar a análise, o ramo de maior prioridade.
- As ligações duplas e triplas são consideradas da seguinte maneira:

```
-CH=CHR  é considerado como  -CH-CHR
                             |  |
                             C  C
```

```
                           C C
                           | |
-C≡CR  é considerado como  -C-C-R
                           | |
                           C C
```

```
 R                        R
 |                        |
-C=O  é considerado como  -C-O
                          |
                          O-C
```

## NomenclaturaR/S
Os descritores R/S permitem indicar em um composto orgânico a configuração (a disposição espacial dos substituintes) de um carbono ou centro quiral, estereocentro ou centro estereogênico, que é o caso de um átomo de carbono com quatro substituintes diferentes.
Se adiciona R ou S entre parênteses como prefixo do nome da molécula orgânica. Em caso de ser mais de um o centro estereogênico, separados por vírgula se indica o descritor R ou S de cada um, precedido do número ou localizador que identifica sua posição.

### Identificação da configuraçãoRouS
1. Se atribui mediante números ou letras a ordem de prioridade dos substituintes.
2. O substituinte de prioridade inferior se localiza o mais longe possível do observador.
3. Se observa em que sentido é o movimento que permite ir desde o grupo de maior prioridade ao segundo e deste ao terceiro. Se o movimento resulta à direita, na direção dos ponteiros do relógio, a configuração é R (do latím rectus, direito). Se é à esquerda, no sentido contrário aos ponteiros do relógio, a configuração é S (do latím sinister, esquerdo).

### Exemplos
|  |  |